# Nick Dempsey
Nick Dempsey, född den 13 augusti 1980 i Norwich i Storbritannien, är en brittisk seglare.
Han tog OS-silver i RS:X i samband med de olympiska seglingstävlingarna 2012 i London.
Vid de olympiska seglingstävlingarna 2016 i Rio de Janeiro tog Dempsey sin tredje olympiska medalj, ett silver i RS:X.